# Vroil
Vroil település Franciaországban, Marne megyében. Lakosainak száma 104 fő (2022. január 1.). Vroil Nettancourt, Rancourt-sur-Ornain, Revigny-sur-Ornain, Bettancourt-la-Longue és Charmont községekkel határos.

## Népesség
A település népessége az elmúlt években az alábbi módon változott:
| Lakosok száma | 172  | 164  | 147  | 101  | 113  | 107  | 104  | 104  | 104  | 104  |
|               | 1968 | 1982 | 1990 | 2006 | 2013 | 2015 | 2017 | 2019 | 2020 | 2022 |